# Liste der Justizminister von Baden-Württemberg
Liste der Justizminister von Baden-Württemberg.

## Justizminister Südbaden (1946–1952)
| Name                       | Amtsantritt                      | Kabinett                          | Partei |
| -------------------------- | -------------------------------- | --------------------------------- | ------ |
| Marcel Nordmann            | 3. Dezember 1946 26. Juni 1947   | Staatssekretariat Wohleb Wohleb I | SPD    |
| Hermann Fecht              | 23. Januar 1948 22. Februar 1949 | Wohleb II Wohleb III              | CDU    |
| Leo Wohleb (kommissarisch) | 11. März 1952                    | Wohleb III                        | CDU    |

## Justizminister Württemberg-Baden (1945–1952)
| Name           | Amtsantritt                          | Kabinett         | Partei |
| -------------- | ------------------------------------ | ---------------- | ------ |
| Josef Beyerle  | 24. September 1945 16. Dezember 1946 | Maier I Maier II | CDU    |
| Reinhold Maier | 11. Januar 1951                      | Maier III        | DVP    |

## Justizminister Württemberg-Hohenzollern (1946–1952)
| Name           | Amtsantritt                                   | Kabinett                             | Partei |
| -------------- | --------------------------------------------- | ------------------------------------ | ------ |
| Carlo Schmid   | 9. Dezember 1946 8. Juli 1947 13. August 1948 | Staatssekretariat Schmid Bock Müller | SPD    |
| Gebhard Müller | 1. Mai 1950                                   | Müller                               | CDU    |

## Justizminister Baden-Württemberg (seit 1952)
| Name                           | Amtsantritt                                                               | Kabinett                                                  | Partei |
| ------------------------------ | ------------------------------------------------------------------------- | --------------------------------------------------------- | ------ |
| Viktor Renner                  | 25. April 1952                                                            | Maier                                                     | SPD    |
| Reinhold Maier (kommissarisch) | 15. Mai 1953                                                              | Maier                                                     | FDP    |
| Richard Schmid                 | 11. Juli 1953                                                             | Maier                                                     | SPD    |
| Wolfgang Haußmann              | 7. Oktober 1953 9. Mai 1956 17. Dezember 1958 23. Juni 1960 11. Juni 1964 | Müller I Müller II Kiesinger I Kiesinger II Kiesinger III | FDP    |
| Rudolf Schieler                | 16. Dezember 1966 12. Juni 1968                                           | Filbinger I Filbinger II                                  | SPD    |
| Traugott Bender                | 8. Juni 1972 2. Juni 1976                                                 | Filbinger III Filbinger IV                                | CDU    |
| Guntram Palm                   | 2. November 1977                                                          | Filbinger IV                                              | CDU    |
| Heinz Eyrich                   | 30. August 1978 4. Juni 1980 6. Juni 1984 8. Juni 1988                    | Späth I Späth II Späth III Späth IV                       | CDU    |
| Helmut Ohnewald                | 13. Januar 1991                                                           | Teufel I                                                  | CDU    |
| Thomas Schäuble                | 11. Juni 1992                                                             | Teufel II                                                 | CDU    |
| Ulrich Goll                    | 11. Juni 1996 12. Juni 2001                                               | Teufel III Teufel IV                                      | FDP    |
| Corinna Werwigk-Hertneck       | 12. Dezember 2002                                                         | Teufel IV                                                 | FDP    |
| Ulrich Goll                    | 28. Juli 2004 29. April 2005 14. Juni 2006 24. Februar 2010               | Teufel IV Oettinger I Oettinger II Mappus                 | FDP    |
| Rainer Stickelberger           | 12. Mai 2011                                                              | Kretschmann I                                             | SPD    |
| Guido Wolf                     | 12. Mai 2016                                                              | Kretschmann II                                            | CDU    |
| Marion Gentges                 | 12. Mai 2021                                                              | Kretschmann III                                           | CDU    |